# Just Juel
Just Juel (ur. 14 października 1664 w Viborgu, zm. 8 sierpnia 1715) – duński dyplomata i oficer floty.
Był synem dyplomaty Jensa Juela. W latach 1709–1711 był posłem nadzwyczajnym w Rosji. W 1712 roku uzyskał w marynarce stopień wiceadmirała. Walczył w bitwie morskiej ze Szwedami niedaleko wyspy Rugia.